# Trouble de la communication
Ne doit pas être confondu avec Trouble de la parole ou Trouble du langage.
 Mise en garde médicale
Un trouble de la communication est un trouble de la parole et du langage caractérisé par des problèmes dans la communication. 
Le trouble de la communication est listé dans le DSM-IV. Il correspond pour la plupart aux troubles spécifiques du développement de la parole et du langage de la CIM-10.

## Classification
| Trouble de la communication (DSM IV)                       | Troubles spécifiques du développement de la parole et du langage (CIM-10)        |
| ---------------------------------------------------------- | -------------------------------------------------------------------------------- |
| 315.31 Trouble du langage de type expressif                | (F80.1) Trouble de l'acquisition du langage, de type expressif                   |
| 315.32 Trouble du langage de type mixte réceptif/expressif | (F80.2) Trouble de l'acquisition du langage, de type réceptif                    |
| 315.39 Trouble phonologique                                | (F80.0) Trouble spécifique de l'acquisition de l'articulation (Dyslalie)         |
| 307.0 Bégaiement                                           | (F80.8) Autres troubles du développement de la parole et du langage (Zézaiement) |
| 307.9 Trouble de la communication non spécifié             | (F80.9) Trouble du développement de la parole et du langage, sans précision      |
|                                                            | (F80.3) Aphasie acquise avec épilepsie (Syndrome de Landau et Kleffner)          |